# هنری اچ. رادامسون
هِنری اچ. رادامسون، یک استاد دانشگاه و دانشمند اهل سوئد است. او در حال حاضر عضو آکادمی علوم چین و استاد و پژوهشگر در موسسات پژوهشی متعدد در سوئد، چین و ایالات متحده است. 